# Liste der Kulturdenkmäler in Nordre Aker (Oslo)
Die Liste der Kulturdenkmäler in Nordre Aker (Oslo) enthält die vom Riksantikvaren gelisteten Kulturgüter im Osloer Stadtteil Nordre Aker. Nicht alle der gelisteten Kulturgüter stehen unter Denkmalschutz, können aber Teil eines denkmalgeschützten Ensembles sein oder ihre Veränderung muss mit dem Riksantikvaren abgesprochen werden. Die Denkmalnummer führt mit einem Link zur Beschreibungsseite kulturminnesøk des Riksantikvaren.

## Liste der Kulturdenkmäler in Nordre Aker
| Bild                                           | Bezeichnung                                            | Lage                                           | Art                                  | Datierung                                    | Beschreibung                                                                                         | Denkmal- nummer |
| ---------------------------------------------- | ------------------------------------------------------ | ---------------------------------------------- | ------------------------------------ | -------------------------------------------- | --- | --------------- |
| BW                                             | Villa Schreiner                                        | Nordre Aker Langmyrgrenda 79 Karte             | Bauwerk: Wohngebäude                 | 1963                                         | Erstes Wohngebäude des Architekten Sverre Fehn.                                                      | 123964          |
| Großes Ullevål Gut (norw.: Store Ullevål gård) | Großes Ullevål Gut (norw.: Store Ullevål gård)         | Nordre Aker Karte                              | Städtebau: Grünanlage                | 19. Jh.                                      | steht nicht unter Denkmalschutz                                                                      | 149232          |
| weitere Bilder                                 | Bakkehaugen Kirche (norw.: Bakkehaugen kirke)          | Nordre Aker, Tåsen Carl Grøndahls vei 27 Karte | Bauwerk: Kirche                      | 1959                                         | Architekt: Ove Bang                                                                                  | 83843           |
| weitere Bilder                                 | Grefsen Kirche (norw.: Grefsen kirke)                  | Nordre Aker Karte                              | Bauwerk: Kirche                      | 1940                                         | Architekt: Georg Greve                                                                               | 84413           |
| weitere Bilder                                 | Nordberg Kirche (norw.: Nordberg kirke)                | Nordre Aker Karte                              | Bauwerk: Kirche                      | 1962                                         | steht nicht unter Denkmalschutz                                                                      | 85144           |
| BW                                             | Nydalen Kirche (norw.: Nydalen kirke)                  | Nordre Aker Karte                              | Bauwerk: Kirche                      | 20. Jh.                                      | steht nicht unter Denkmalschutz                                                                      | 85179           |
| weitere Bilder                                 | Pfarrhof Vestre Aker (norw.: Vestre Aker Prestegård)   | Nordre Aker Karte                              | Bauwerk: religiöse Einrichtung       | nach der Reformation                         | | 86192           |
| weitere Bilder                                 | Blindern Studentenheim (norw.: Blindern Studenterhjem) | Nordre Aker Karte                              | Bauwerk: soziale Einrichtung         | 1923–1925                                    | Architekt: Nicolai Beer                                                                              | 86175           |
| weitere Bilder                                 | Grefsenåsen Kapelle (norw.: Grefsenåsen kapell)        | Nordre Aker Karte                              | Bauwerk: Kirche                      | 20. Jh.                                      | steht nicht unter Denkmalschutz                                                                      | 84414           |
| Gaustad Krankenhaus (norw.: Gaustad sykehus)   | Gaustad Krankenhaus (norw.: Gaustad sykehus)           | Nordre Aker Karte                              | Bauwerk: humanitäre Einrichtung      | 1855                                         | | 148678          |
| BW                                             | Sognsvannsveien 21                                     | Nordre Aker Sognsvannsveien 21 Karte           | archäologisches Denkmal: Felsenkunst | Bronzezeit / Eisenzeit                       | Schalensteinfeld                                                                                     | 12185           |
| BW                                             | Gaustad Vestre (SINTEF)                                | Nordre Aker Forskningsveien 1 Karte            | archäologisches Denkmal: Felsenkunst | Bronzezeit / Eisenzeit / vor der Reformation | Schalensteinfelder                                                                                   | 51591           |
| BW                                             | Tørtberg                                               | Nordre Aker Karte                              | archäologisches Denkmal: Felsenkunst | Bronzezeit / vor der Reformation             | Petroglyphen                                                                                         | 76641           |
| BW                                             | Eikelunden                                             | Nordre Aker Karte                              | archäologisches Denkmal: Felsenkunst | Bronzezeit / Eisenzeit                       | Schalensteinfeld                                                                                     | 138937          |
| BW                                             | Midtoddveien 25A                                       | Nordre Aker Midtoddveien 25A Karte             | archäologisches Denkmal: Felsenkunst | Bronzezeit / Eisenzeit                       | Stein mit drei Schälchen, die einen Durchmesser von circa 10 cm und eine Tiefe von 3 bis 4 cm haben. | 30614           |

- Karte mit allen Koordinaten:
- OSM |
- WikiMap